# Алфьоров Микола Федорович
Микола Федорович Алфьоров (1777, Бездрик, Сумський полк — 1842) — український культурний діяч, архітектор, гравер, художник, письменник.

## Життєпис
Більшу частину життя Микола Федорович Алфьоров прожив у Попівці (нині — північна околиця с. Залізняк), у будинку «Попівської академії», отриманої за заповітом від наставника — відомого слобожанського просвітника О. Паліцина.

## Батьківська родина
Народився в родині козацького сотника Сумського полку, людини не значних статків, але шанувальника мистецтва.

## Мистецький гурток
Ще в юні літа Микола, разом із сестрою Катериною («Прівєта», «Чадцо») потрапив до мистецького гуртка О. О. Паліцина, до, так званої, Попівської академії. У гуртку відразу ж звернули увагу на юнака, який виявив неабиякий хист до архітектури, малювання і гравіювання. Найбільший вплив на нього мав О.Паліцин. Саме за його підтримки він посилено займався архітектурою. До того ж О. О. Паліцин мав багату книгозбірню і цікаву мистецьку колекцію.
Під час навчання у Паліцина, у 1800 р. Микола виконує свої відомі малюнки «Вид моей пустыни», «Памятник у озера» та ін. У 1813 р. на 65-річчя наставника дарує йому гравюру із зображенням архітектурного проєкту Паліцина та написом «Anno MDCCXCII» (1792 р. — рік поселення Паліцина в Попівці).
- Після подорожі до Європи, звідки привозить Паліцину поповнення до мистецької колекції, знову стає активним учасником гуртка.

## Петербурзький період
За підтримки О.Паліцина поїхав до Петербургу, де пройшов курс навчання у знаменитого архітекта Камерона. Невдовзі проявив свій хист, став помічником А. Н. Вороніхина при побудові Казанського собору. Також зажив слави першорядного гравера, видав книгу «Способ гравировать водкою..» — цією книгою користувався і Т. Г. Шевченко (була вилучена в нього під час обшуку).

## Європейська подорож
- У 1802—1804 рр. знаходився на державній службі у країнах Європи. При матеріальній підтримці О. Паліцина та В. Каразіна вдосконалив там свою майстерність. Відвідав Грецію, Італію, Туреччину. Робив замальовки руїн Велізарієвого будинку і храму святої Софії в Константинополі, креслення Парфенона, Ерехтейнона і храму Тезея в Афінах. Подорожні враження виклав у «Листах руського мандрівника», що друкувалися в журналах «Руський вісник» і «Вісник Європи». Знаходячись у Європі Алфьоров на прохання О. Паліцина придбав багато картин, гравюр, офортів, скульптур для поповнення мистецької колекції свого вчителя.

## Архітектурні проєкти
- У 1804 р. М. Алфьоров, знаходячись у Хотіні, спроєктував Вознесенську церкву для графині Рахманової в с. Великий Бобрик. Пізніше, проєкт церкви не був затверджений поміщицею, був перероблений італійськими майстрами (в основному — збільшений у розмірах); початок будівництва — 1822 р., освячений Філаретом у 1851 р.

Використавши не реалізований раніше проєкт Паліцина пірамідально-античного мавзолею (зображений на малюнку «Памятник у озера» 1800 р.), у 1812 р. подав його, як проєкт мавзолею захопникам Казані, які загинули при взятті міста в 1552 р. Пам'ятник збудовано в 1823 р., зберігся донині. За версіями сумських дослідників, невелика копія піраміди була збудована і в Сумах на центральному цвинтарі (збереглася в обшарпаному вигляді).
- Олівцю М.Алфьорова належать декілька проєктів церков у центральних губерніях Російської імперії.

## Останні роки
Доживав Микола Алфьоров у Попівці, захоплювався полюванням. Профінансував будівництво огорожі навколо Успенського храму у Верхній Сироватці (напевно, збудованого за проєктом своєї сестри — Катерини Федорівни Алфьорової в 1812 р.) Олександр Паліцин заповів йому маєток, бібліотеку і мистецьку колекцію. Одружений із сестрою відомого харківського просвітника В. Н. Каразіна. Син Аркадій продовжив справу батька та Паліцина — значно поповнив мистецьку колекцію і передав її до Харківського університету («Музей изящных искусств»). М. Алфьоров похований у склепі біля попівського маєтку поруч з наставником. Склеп зруйновано в 1924 р.